# ピコピコ少年
『ピコピコ少年』（ピコピコしょうねん）は、押切蓮介による日本の漫画。『CONTINUE』（太田出版）にて35号より47号（2007年8月より2009年8月）まで連載された。単行本は全1巻。
続編として太田出版のwebコミック配信サイト「ぽこぽこ」で、『ピコピコ少年TURBO』が2011年4月から同年11月まで、『ピコピコ少年SUPER』が2014年6月から2015年1月まで、「Ohta Web Comic」で『ピコピコ少年EX』が2017年3月から2019年4月までweb連載されたのち、各作品ごとに単行本が全1巻で刊行している。

## 概要
作者である押切蓮介（『ピコピコ少年SUPER』より本名の「神崎良太」表記）の幼少時よりのゲームにまつわる体験を漫画にしたもの。自伝的内容が強く、単行本の帯には「みんな実話です」と書かれている。当時の小中学生が、時には楽しく、時には親や先生や不良や仲間たちから理不尽な仕打ちを食らいながら、なおゲームを愛してやまない「ピコピコ少年」ぶりを描いている。
『ピコピコ少年SUPER』最終話は2015年1月30日から2月1日正午までの限定公開。その際「ぽこぽこ」にアクセスが集中し、ページが開きづらくなっていたことをサイト上で謝罪している。最終話では押切が『ハイスコアガール』騒動で書類送検、刑事告訴されかけていた2014年当時の話が描かれている。
『ピコピコ少年EX』1話では2016年当時ヴァニラウェアのゲーム『オーディンスフィア レイヴスラシル』の取材を受けている最中に騒動の決着を聞かされた事が語られている。
ほか、単行本に収録されなかった初期の『ピコピコ少年』の読み切り2編が押切の短編集『おばけのおやつ』（全1巻）に収録されている。

## 書誌情報
全て太田出版より刊行。
- 『ピコピコ少年』2009年9月17日発売 ISBN 978-4-7783-2098-0
- 『ピコピコ少年TURBO』2011年11月29日発売 ISBN 978-4-7783-2155-0
- 『ピコピコ少年SUPER』2015年2月6日発売 ISBN 978-4-7783-2245-8
- 『ピコピコ少年EX』2019年5月21日発売 ISBN 978-4-7783-2300-4